# Pēteris Plakidis
Pēteris Plakidis (ur. 4 marca 1947 w Rydze, zm. 8 sierpnia 2017 w Lipawie) – łotewski kompozytor.

## Życiorys
W latach 1965–1970 studiował u Valentīnsa Utkinsa i Gedertsa Ramansa w konserwatorium w Rydze. Od 1969 do 1974 roku był dyrygentem Łotewskiego Teatru Narodowego. W 1974 roku został wykładowcą kompozycji i instrumentacji w konserwatorium w Rydze, w 1991 roku otrzymał tytuł profesora tej uczelni. W latach 1978–1984 był sekretarzem Związku Kompozytorów Łotewskich. W 1990 roku odbył tournée po Stanach Zjednoczonych z Łotewską Orkiestrą Narodową, występując jako klawesynista.

## Twórczość
Twórczość Plakidisa utrzymana była w estetyce antyromantycznej, oparta na formach nawiązujących przede wszystkim do muzyki barokowej. Jego język muzyczny utrzymany był zasadniczo w ramach tonalności, z wykorzystaniem techniki kontrapunktycznej i dbałością o zachowanie jednolitości motywicznej. W ograniczonym zakresie stosował współczesne środki wyrazu takie jak aleatoryzm i minimalizm.

## Wybrane kompozycje
(na podstawie materiałów źródłowych)

### Utwory orkiestrowe
- Muzyka na fortepian, kotły i smyczki (1969)
- Koncert fortepianowy (1975)
- Legenda (1976)
- Sasaukšanās na grupę solistów i orkiestrę (1977)
- Koncert na 2 oboje i smyczki (1982)
- Koncert-Ballada na 2 skrzypiec, fortepian i smyczki (1984)
- Canto (1986)
- Concerto da camera (1992)
- Intrada na klarnet i orkiestrę (1992)
- Vēl viena Vēbera opera na klarnet i orkiestrę (1993)
- Wariacje (1996)

### Utwory kameralne
- Improwizacja i burleska na trio fortepianowe (1966)
- Preludium i pulsacja na kwintet dęty (1975)
- Divas skices na obój (1975)
- Fifths na 2 fortepiany (1976)
- Romantische Musik na trio fortepianowe (1980)
- Hommage à Haydn na flet, wiolonczelę i fortepian (1982)
- Mały koncert na 2 skrzypiec (1991)
- Nocne rozmowy na klarnet i fortepian (1992)

### Utwory na chór a cappella
- Fata morgana do tekstu Rainisa (1980)
- symfonia chóralna Nolemtība do tekstu Ojārsa Vācietisa (1986)

### Utwory wokalno-instrumentalne
- Strēlnieks na głos i orkiestrę (1972)
- Dziesmas vējam un asinīm na mezzosopran i orkiestrę smyczkową (1991)